# Santa Fe Pacific Corporation

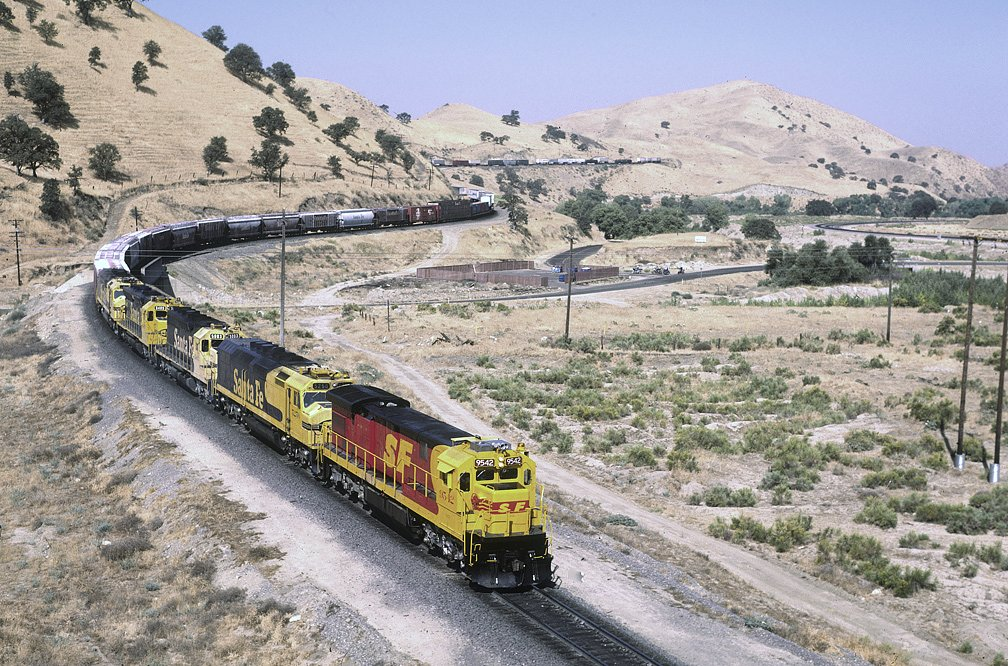
ATSF-Lokomotive mit dem gemeinsamen Lackierungsschema

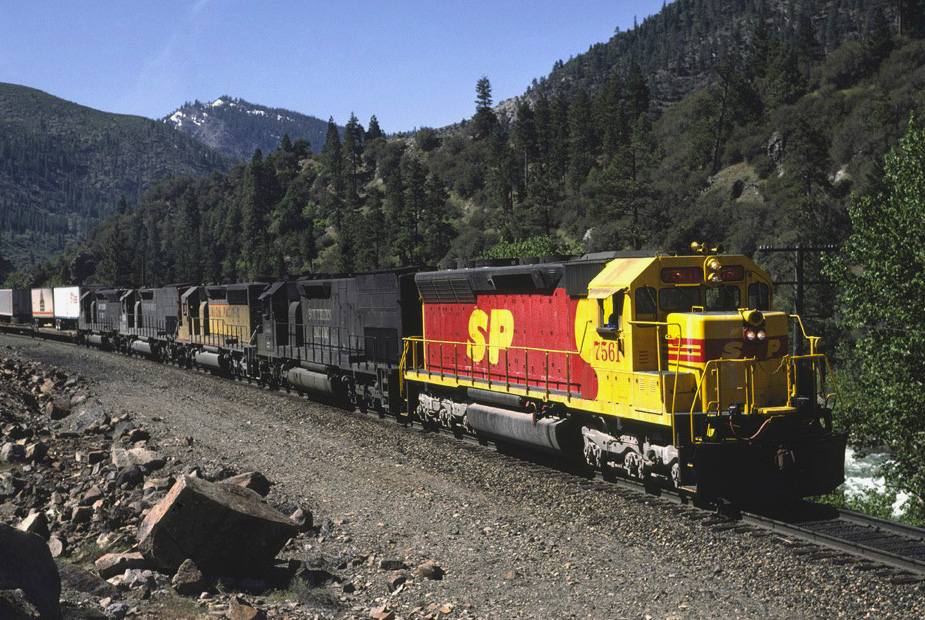
SP-Lokomotive mit dem gemeinsamen Lackierungsschema

Die Santa Fe Pacific Corporation (SFP) war eine bis 1995 bestehende amerikanische Holdinggesellschaft. Bis 1989 lautet der Name der 1983 gegründeten Gesellschaft Santa Fe Southern Pacific Corporation (SFSP). Ihre wichtigsten Tochterunternehmen waren die Bahngesellschaften Atchison, Topeka and Santa Fe Railroad (ATSF) und die Southern Pacific Transportation (SP).

## Geschichte
Die neuen Freiheiten im deregulierten amerikanischen Eisenbahnsektor nach dem Erlass des Staggers Rail Act beabsichtigten auch die Konzerne Santa Fe Industries (Atchison, Topeka and Santa Fe Railway) und die Southern Pacific Company (Southern Pacific Transportation) zu nutzen. Die beiden Unternehmen gründeten vor allem auf Betreiben des neuen Chairmans und Chief Executive Officer der ATSF John J. Schmidt im Oktober 1983 die Santa Fe Southern Pacific Corporation. Die in Form eines Aktientausches durchgeführte Fusion hatte einen Wert von 5,2 Mrd. Dollar und erfolgte zum 23. Dezember 1983. Eine Aktie der Southern Pacific wurde für 1,543 Aktien der SFSP und eine Aktie der Santa Fe Industries für 1,203 SFSP-Aktien eingetauscht. Die beiden Bahngesellschaften waren zu diesem Zeitpunkt die unwirtschaftlichsten der großen US-Eisenbahn-Gesellschaften. Die Fusion der beiden Bahnunternehmen zur Southern Pacific & Santa Fe Railway musste noch von der Aufsichtsbehörde Interstate Commerce Commission genehmigt werden.
Das neue Unternehmen hatte ein Vermögen von rund 11 Milliarden US-Dollar. Durch die Grundbesitz- und Immobilienverwaltung der beiden Unternehmen wurde rund ein Drittel der Einnahmen (2,1 Mrd. Dollar) erwirtschaftet. Die Santa Fe besaß Flächen von rund 16.200 km² mit Bergbaurechten und die SP 4,3 % des Territoriums von Kalifornien. Während der zweijährigen Prüffrist durch die ICC war es jedoch nicht erlaubt die beiden Bahngesellschaften gemeinsam zu betreiben. Die Southern Pacific wurde deshalb treuhänderisch verwaltet und die Einnahmen kamen der SFSP nicht zugute. Nach Abschluss der Prüffrist ordnete die ICC 1986 an, dass eine der Bahngesellschaften verkauft werden müsse, da sie feststellte, dass eine Monopolstellung des Bahnunternehmens entstehen würde. Im Geschäftsjahr 1986 verzeichnete die Santa Fe Southern Pacific Corporation einen Verlust von 138 Millionen Dollar. Der Antrag auf Revision der ICC-Entscheidung wurde 1987 abgelehnt. John J. Schmidt trat daraufhin als CEO zurück. Die Ablehnung der Fusion wurde auch auf das hartnäckige und uneinsichtige Verhalten von Schmidt zurückgeführt, da dieser im Rahmen der Prüfung und Anhörung keinerlei Konzessionen gegenüber konkurrierenden Bahngesellschaften machte. Erst nach der Ablehnung der Fusion erfolgten weitreichenden Zugeständnisse, dies führte aber nicht mehr zu einer Änderung der Entscheidung. Sein Nachfolger wurde Robert D. Krebs, Präsident und CEO der Southern Pacific Transportation.
Um das Geschäftsergebnis zu verbessern, wurden Tochterunternehmen, unter anderem drei Pipeline-Gesellschaften (Black Mesa Pipeline, Gulf Central System [an Koch Industries], Chaparral System [an Koch Industries]), die Leasing-Gesellschaft Bankers Leasing and Financial Corp., die Baugesellschaft Robert E. McKee, sowie das Holzunternehmen Santa Fe Pacific Timber Company (17 Millionen Dollar jährlicher Gewinn; an Sierra Pacific Industries), veräußert. Zum Jahresende 1987 wurde schließlich, nachdem es bereits mehrere Interessenten (Kansas City Southern Industries, Norfolk Southern Corporation) gab, der Verkauf der Southern Pacific an die Rio Grande Industries von Philip Anschutz für 1 Milliarde Dollar bekanntgegeben. Das Jahresergebnis 1987 der Gesellschaft lag nach diesen Verkäufen bei einem Gewinn von 373,5 Millionen.
Da die Gefahr einer feindlichen Übernahme (unter anderem durch die Union Pacific Corporation) bestand, begann das Unternehmen mit einer Rekapitalisierung im Wert von 4,7 Milliarden Dollar. Trotz der Restrukturierung und dem Verkauf von Tochterunternehmen war die Gesellschaft noch stark diversifiziert. Sie war nicht nur die siebtgrößte Bahngesellschaft, sondern auch der zweitgrößte Betreiber von Ölpipelines, einer der größten Verwalter von Grund und Boden und sie beherrschte die sechstgrößte einheimische Öl- und Gas-Gesellschaft. 1988 betrug der Unternehmensverlust 46,5 Millionen Dollar.
1989 wurde der Name in Santa Fe Pacific Corporation geändert. Mit Wirkung vom 4. Dezember 1990 spaltete sich das Unternehmen in drei Gesellschaften auf. Die Tochtergesellschaften Santa Fe Energy Resources (Öl) und Catellus Development Corporation, vormals Santa Fe Pacific Realty Corporation (Grundbesitz, Landentwicklung), wurden selbstständige Unternehmen. Die Santa Fe Pacific Minerals Corp., Santa Fe Pacific Pipelines und ATSF blieben bei der Santa Fe Pacific Corporation. 1993 wurde die SFP Coal Corporation in die Santa Fe Pacific Minerals eingegliedert. Im gleichen Jahr erfolgte die Umbenennung in Santa Fe Pacific Gold. Am 30. September 1994 wurde die Santa Fe Pacific Gold ein eigenständiges Unternehmen. Die SFP Properties Inc. wurden am 29. April 1994 in die SFP eingegliedert. Zum Ende des Jahres 1994 hatte das Unternehmen einschließlich der Tochterunternehmen 15.750 Beschäftigte.
Am 22. September 1995 fusionierten die Santa Fe Pacific Corporation und die Burlington Northern Inc. zur Burlington Northern Santa Fe Corporation (BNSF Railway)

## Tochterunternehmen
1987 hatte das Unternehmen folgende Struktur:
- Santa Fe Southern Pacific Corporation
  - Santa Fe Industries
    - Atchison, Topeka and Santa Fe Railway
    - Gulf Central Pipeline Company
    - Kirby Forest Industries Inc.
    - Robert E. McKee Inc.
    - Santa Fe Energy Company
    - Santa Fe Pacific Pipelines Inc.
    - Santa Fe Pipeline Company
    - SF Minerals Company

  - Southern Pacific Company
    - Bankers Leasing and Financial Corporation
    - Black Mesa Pipeline Inc.
    - Pacific Motor Trucking Company
    - Santa Fe Pacific Realty Company
    - Southern Pacific Pipe Lines Inc.
    - Southern Pacific Transportation Company
    - St. Louis Southwestern Railway

Zum Ende des Jahres 1994 bestanden folgende Tochterunternehmen:
- Atchison, Topeka and Santa Fe Railway
- Santa Fe Pacific Pipelines

## Chairman und CEO
- 1983–April 1987: John J. Schmidt (früherer Chairman und CEO der Santa Fe Industries)
- April–Juli 1987: John S. Reed (Chairman bis Juni 1988)
- Juli 1987–1995: Robert D. Krebs (zusätzlich Chairman ab Juni 1988)

## Unternehmenssitz
Der Sitz des Unternehmens war bis Ende 1990 in Chicago im Railway Exchange Building 228 South Michigan. Danach war der Sitz in Schaumburg (Illinois) im „Two Century Centre“ 1700 East Golf Road.